# Хайміно (Ленінградська область)
Хайміно (рос. Хаймино) — присілок у Гатчинському районі Ленінградської області Російської Федерації.
Населення становить 15 осіб. Належить до муніципального утворення Вирицьке міське поселення.

## Географія
Населений пункт розташований на південній околиці міста Санкт-Петербурга.

## Історія
Згідно із законом від 16 грудня 2004 року № 113—оз належить до муніципального утворення Вирицьке міське поселення.

## Населення
| 1838 | 1862 | 1997 | 2007 | 2010 | 2017 |
| ---- | ---- | ---- | ---- | ---- | ---- |
| 18   | ↗23  | ↘7   | ↗16  | ↗20  | ↘15  |